# Myristylering

Structuurformmule van myristinezuur

Myristylering of myristoylatie (ook N-myristoylering genoemd) is het proces waarbij myristinezuur aan de N-terminale glycinerest van eiwitten vastgemaakt wordt. Het vastmaken van dit vetzuur is zeer specifiek en is een belangrijke en meestal cotranslationele modificatie van eiwitten, maar ook posttranslationele modificatie van eiwitten komt voor.
Myristinezuur wordt door het zogenaamde N-myristoyltransferase irreversibel aan een N-terminaal glycine gekoppeld. Dit proces voltrekt zich in de regel direct na een specifieke proteolyse, wat wil zeggen dat het enzym het eiwit zo splitst dat een peptide met het N-terminale glycine ontstaat (vaak wordt alleen het initiële methionine afgesplitst).
N-myristoylatie maakt zwakke, reversibele interacties met het celmembraan en andere eiwitten mogelijk. Via de myristoylatie wordt het transport en de lokalisatie van eiwitten geregeld. Voorbeelden van gemyristoyleerde eiwitten zijn de Src kinase-familie en ettelijke G-proteïnen. Bij planten speelt myristoylatie ook een belangrijke rol in de signaaltransductie bij de reactie op stress.